# 1947 en Saskatchewan
Chronologie de la Saskatchewan
- 1943
- 1944
- 1945
- 1946
- 1947
- 1948
- 1949
- 1950
- 1951

Cette page concerne des événements d'actualité qui se sont produits durant l'année 1947 dans la province canadienne de la Saskatchewan.

## Politique
- Premier ministre : Tommy Douglas
- Chef de l'Opposition :
- Lieutenant-gouverneur : Reginald John Marsden Parker
- Législature :

## Naissances

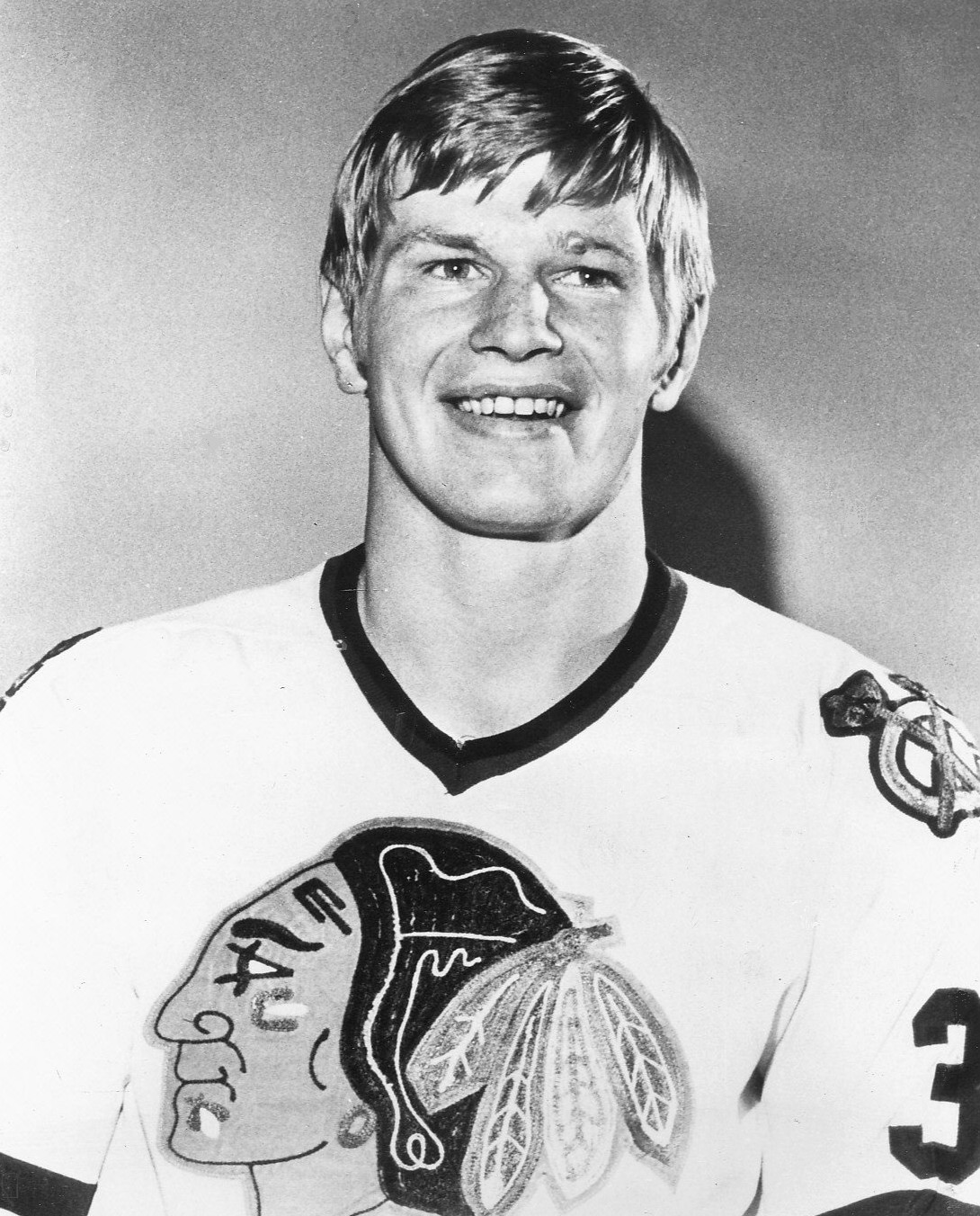
Keith Magnuson

- 27 avril : Keith Arlen Magnuson (né à Saskatoon - mort le 15 décembre 2003 à Vaughan) est un joueur professionnel canadien de hockey sur glace qui évoluait au poste de défenseur pour les Black Hawks de Chicago dans la Ligue nationale de hockey.